# Копривњица
Копривњица (слч. Koprivnica) насељено је мјесто са административним статусом сеоске општине (слч. obec) у округу Бардјејов, у Прешовском крају, Словачка Република.

## Становништво
| Година:    | 1994. | 2004.   | 2014.   | 2024.   |
| ---------- | ----- | ------- | ------- | ------- |
| Број људи: | 675   | 689     | 685     | 663     |
| Разлика:   |       | +2,07 % | -0,58 % | -3,21 % |

| Година:    | 2023. | 2024.   |
| ---------- | ----- | ------- |
| Број људи: | 661   | 663     |
| Разлика:   |       | +0,30 % |

Према подацима о броју становника из 2024. године насеље је имало 663 становника.